# サイモン・プレストン
サイモン・プレストン（Simon Preston, 1938年8月4日 - 2022年5月13日）は、イギリス出身のオルガニスト、指揮者、作曲家。

## 略歴
イングランド南西部のボーンマスに生まれる。1956年から1958年までロンドンの王立音楽アカデミーで学び、後にケンブリッジ・キングズ・カレッジのオルガン給費生になり、音楽修士号の学位を受ける。1962年にロンドンのロイヤル・フェスティバル・ホールで行われた演奏会で、ヤナーチェクの『グラゴル・ミサ』のオルガンを受け持って公式にデビューを飾る。
1962年にウェストミンスター寺院の副オルガニストに就任し、1967年まで務める。1967年からは聖オールバン教会のオルガニスト及び合唱指揮者を務め、1970年からオックスフォード・キリスト教会のオルガニストと聖歌隊隊長を兼任した。1971年からはオックスフォード・バッハ合唱団の指揮者を務めている。
教会のオルガニストの要職に務めながら、コンサートのオルガニストとして活動を開始し、ヨーロッパや北アメリカに演奏旅行を行っている。またジョージ・マルコムに影響を受け、チェンバロ奏者としての活動を始めて、名声を確立した。
また指揮者としても活動し、イギリス・バッハ音楽祭でウィリアム・ウォルトンの『ユビラーテ』の世界初演を行って以降、指揮活動も活発に行っている。
1981年にウェストミンスター大寺院の正オルガニストに就任し、1987年までその任を務めた。
バロック音楽のみならず、古典派、ロマン派から現代音楽までの幅広いレパートリーを持つ。日本へは1988年に初来日し、NHKホールでリサイタルを行った。 1999年にはトランペット奏者のホーカン・ハーデンベルガーとともに東京オペラシティ コンサートホールでデュオ・リサイタルを開いた。

## 録音
ドイツ・グラモフォン、デッカ・レコードに録音を行い、前者はジェームズ・レヴァインとベルリン・フィルハーモニー管弦楽団の指揮するサン＝サーンスの交響曲第3番『オルガン付き』のオルガンを担当しているが、これは最も有名な録音である。この他J.S.バッハの「6つのトリオ・ソナタ」などオルガン作品集や、自らの指揮でヘンデルのオルガン協奏曲などがある。
後者はヘンデルの『水上の音楽』や『王宮の花火の音楽』を自身とコンセルトヘボウ室内管弦楽団を指揮して録音している。